# Plagusiidae
De Plagusiidae is een familie uit de superfamilie Grapsoidea van de infraorde krabben (Brachyura).

## Geslachten
De Plagusiidae omvatte twee onderfamilies (Percninae en Plagusiinae), die echter niet meer worden gebruikt:
- Davusia Guinot, 2007
- Euchirograpsus H. Milne Edwards, 1853
- Guinusia Schubart & Cuesta, 2010
- Miersiograpsus Türkay, 1978
- Plagusia Latreille, 1804